# Dexamininae
Dexamininae zijn een onderfamilie vlokreeftjes uit de familie Dexaminidae. 

## Taxonomie
De volgende geslachten worden bij de onderfamilie ingedeeld:
- Delkarlye J.L. Barnard, 1972
- Dexamine Leach, 1814
- Dexaminella Schellenberg, 1928
- Paradexamine Stebbing, 1899
- Sebadexius Ledoyer, 1984
- Syndexamine Chilton, 1914